# Pierre Massé (XVIe siècle)
 (août 2022).
Pour les articles homonymes, voir Pierre Massé (homonymie) et Massé.
Cet article possède un paronyme, voir Pierre Masse.
Pierre Massé ou Macé, auteur du XVIe siècle d'un ouvrage sur la sorcellerie, sieur de la Perche, né au Mans, avocat.

## Biographie
Issu d'une famille riche et considérable, il exerçait au Mans comme avocat en 1584. Tandis que les guerres de religion touchaient sa province, il quitta Le Mans et se retira dans le Château de Bois-Dauphin à Précigné, propriété de la Maison de Laval-Bois-Dauphin. Jean-Barthélemy Hauréau indique que ne sachant pas quelle religion choisir entre catholicisme et protestantisme, il étudia les différentes thèses, et chercha à se former une opinion avec la bibliothèque du château. Il se trouva suffisamment confirmé dans sa foi catholique et rassembla tout ce qu'il avait extrait des écrivains profanes et des Pères de l'Église au sujet des démons et des devins pour en faire un ouvrage.

## Publication
- Deux livres de l'impost[2] ;
- Les cinq poincts d'erreur[3] ;
- De l'Imposture et tromperie des diables, devins, enchanteurs, sorciers, noueurs d'esguillettes, chevilleurs, nécromanciens, chiromanciens et autres qui, par telle invocation diabolique, arts magiques et superstitions, abusent le peuple, Paris, Jean Poupy, 1579, In-8°, pièces liminaires et 250 ff[4]. Le traité est précédé d'un Petit fragment catéchistic d'une plus ample catechese de la magie reprenheible & des Magiciens, par René Benoist[5] d'un autre ouvrage du même auteur, et sur le même sujet, dont le titre est : Traicté enseignant en bref les causes des malédices, sortilèges en enchanteries tant des ligatures et nœuds desguillettes, etc., etc. L'éditeur de ces traités parait avoir été un certain Jean de Laillée[6].

## Source partielle
- Jean-Barthélemy Hauréau, Histoire littéraire du Maine, vol. 1, p. 104.